# Santuario del Cavallero
Il santuario del Cavallero è un edificio religioso intitolato alla Madonna della Neve.
È situato a 543 metri s.l.m. e si trova appena a monte della confluenza del rio Cavallero nel Sessera, nel territorio del comune di Coggiola, in provincia di Biella.

## Descrizione

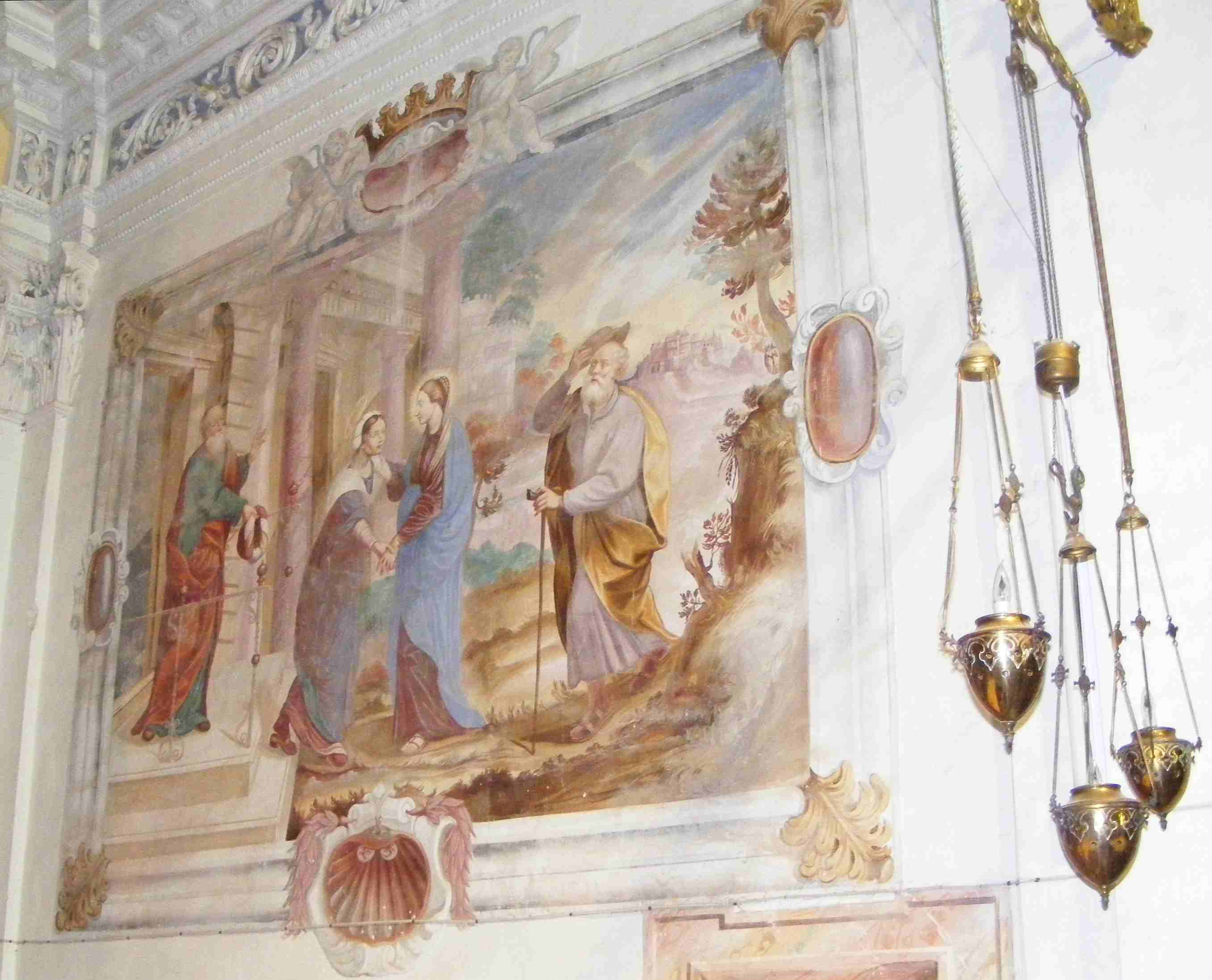
Uno degli affreschi laterali del presbiterio

La costruzione del santuario è dovuta al fatto che, secondo la tradizione, nel 1678 una contadina sordomuta riacquistò miracolosamente l'uso della parola e dell'udito a seguito di una visione della Madonna nel luogo dove oggi sorge il santuario stesso.
La chiesa ha una pianta a croce latina, è decorata con stucchi ed affreschi del pittore andornese Pietro Lace e custodisce circa trecento quadri votivi lasciati da fedeli riconoscenti per le grazie ottenute. Il complesso religioso comprende anche alcune cappelle e l'abitazione per gli eremiti ai quali, fino al XIX secolo, era affidata la custodia del santuario.
Davanti alla chiesa si trova un ponte così ampio da potersi considerare una piazza che, completato nel 1772, scavalca il rio Cavallero.
Le due principali ricorrenze che si celebrano al santuario sono quella della Madonna della Neve (5 agosto) e quella di san Giuseppe (19 marzo).
Nell'area adiacente si trovano varie panchine spesso utilizzate per pic-nic dai bagnanti che frequentano d'estate il vicino torrente Sessera; l'acqua che sgorga dalla fontana a destra della chiesa avrebbe virtù terapeutiche.
Assieme al vicino santuario della Novareia (Portula) e ad altri edifici sacri della zona fa parte del gruppo di santuari minori del biellese che si snodano lungo gli itinerari escursionistico-devozionali CoEUR e Cammino di San Carlo.

## Il Sacro Monte
Nei pressi del santuario, praticamente inglobate nel grande complesso settecentesco, sorgono cinque cappelle, costruite nella prima metà del sec. XVIII, che ospitano statue in terracotta in sintonia con la tradizione dei sacri monti prealpini.
 Raffigurano: l'Annunciazione, la Visitazione, la Natività, la Presentazione di Gesù al tempio e la Disputa di Gesù tra i dottori. Le statue sono attribuite agli scultori della scuola valsesiana; particolarmente apprezzabile è quella lignea della Vergine nella cappella dell'Annunciazione.

## Accesso
Il santuario è raggiungibile a piedi da Coggiola (frazione Zuccaro) seguendo prima una stradina chiusa al traffico e poi un sentiero a tratti scalinato: dista dal capoluogo comunale circa 3 km.

Si può anche passare da Masseranga (Portula) per l'altro lato del Sessera, attraversando poi il torrente su un ponte pedonale sospeso che permette di raggiungere il sentiero per il santuario poco a valle dello stesso.